# Chaetocrea
Chaetocrea — рід грибів родини Tubeufiaceae. Назва вперше опублікована 1927 року.

## Класифікація
До роду Chaetocrea відносять 1 вид:
- Chaetocrea parasitica